# 4-Acetoxy-DiPT
4-Acetoxy-DiPT (též iprocetyl, hovorově 4-ace, aces) je chemická syntetická droga (psychedelikum), patřící mezi psychedelické tryptaminy. Není to příliš rozšířená droga a má krátkou historii používání.
Často bývá přirovnáván k 2c-b a halucinogenům z hub (psilocybin a psilocin). Většinou se nachází ve formě lehce špinavě bílého prachu a obvykle se užívá orálně. 4-acetoxy-dipt může být buď ve formě hydrochloridu soli, nebo jako volná báze (freebase). Obě chemické formy jsou orálně aktivní, přičemž volná báze (freebase) je asi o 10 % lehčí a tudíž o 10 % silnější, než hydrochlorid (tzn. 20 mg hydrochloridu = přibližně 18 mg volné báze (freebase)).

## Dávkování
Orální dávkováni 4-acetoxy-diptu
- práh	3–5 mg
- lehké	5–15 mg
- běžné	15–30 mg
- silné	25–40 mg

## Časový průběh intoxikace
- počátek: 20–60 minut
- trvání: 2–4 hodiny
- doznívající účinky: zhruba 1–4 hodiny

4-acetoxy-dipt se v lidském těle metabolizuje na 4-ho-dipt podobným způsobem, jako se psilocybin metabolizuje na psilocin. Při orálním užití mají obě stejné účinky, lehce se liší dávkování.